# Parasanga
La parasanga (persa: فرسنگ/فرسخ/پرسنگ) es una unidad de distancia itinerante histórica irania comparable a la legua europea.
En la antigüedad, el término se usaba en gran parte de Oriente Medio, siendo imposible determinar el antiguo idioma iranio del que se deriva (se han encontrado docenas de estos idiomas). No hay consenso al respecto de su etimología o significado literal. Por otro lado se encuentra en varias formas en idiomas iranios más tardíos (como el persa medio farsang o el sogdiano fasuj), el término también aparece en griego como Παρασάγγης parasanges, en latín como parasanga, en armenio como hrasaj, en georgiano como parsaji, en siríaco como prsha, en idioma árabe como farsaj (فرسخ) y en turco fersah. La palabra en persa actual es farsaj, y no debe ser confundida con la actual farsang (فرسنگ), que es una unidad métrica que corresponde a 10 km.
La parasanga puede haber sido originalmente alguna fracción de la distancia que podía marchar un soldado de infantería en un periodo predefinido de tiempo. Heródoto (v.53) habla de un ejército que viaja el equivalente de cinco pasarangas en un día.
La mención más antigua de la parasanga viene de las Historias de Heródoto, de mediados del siglo V a. C., que define esta medida como equivalente a 30 estadios. Esta comparación también fue hecha por varios escritores posteriores griegos y romanos (en la Suda bizantina del siglo X y en  Hesiquio de Alejandría (siglo V) o Jenofonte (Anab., II, 2, 6.). Agatías, en el siglo VI, sin embargo, en referencia a Heródoto y Jenofonte, afirma que en su tiempo los Persái consideraban la parasanga como equivalente a sólo 21 estadios. Estrabón (xi) también habla de que algunos escritores la consideran como de 60 estadios, otros como 40 y aún otros 30. En sus Etapas párticas del siglo I, Isidoro de Cárax, la compara con el schoeno, diciendo que es la misma medida que la parasanga árabe (mientras que en Persia proper 4 schonii corresponden a 3 parasang)" 
Plinio el Viejo, en su Historia Natural (v.26) del siglo I, afirma que los iranios le asignaban diferentes medidas. Sobre la autoridad de fuentes más antiguas, el historiógrafo del siglo XIV de Qazvin Hamdullah Mostofi registró que en el siglo X la parasanga nororiental era de 15.000 pasos, la noroccidental 18.000, la sudoccidental 6.000, mientras que la "verdadera" según Mostofi, medía 9.000 pasos. Retomando una leyenda local, Mostofi explica que la unidad fue definida por el Kai Kobad mitológico, siendo igual a 12.000 codos.
Según la definición de 30 estadios de Heródoto y Jenofonte, la versión griega de la parasanga sería igual a 5,7 km (medida olímpica) o 5,3 km (medida ática). Pero en 1920 Kenneth Amson, de la Royal Geographical Society adujo que la parasanga usada en el relato de los viajes babilónicos de Jenofonte equivaldría a sólo 3,9 km. Más recientemente, «pruebas empíricas que comparan los estadios con una milla inglesa (1,609 km), establecieron que tres millas (4,827 km) son una parasanga, y esto ha dado excelentes resultados en la práctica. Sea cual sea la base del cálculo, los valores teóricos para el estadio y la parasanga deben ser estimados con valores que no excedan en demasía estos valores».
La parasanga también es mencionada en el Talmud de Babilonia, con varios usos, entre los que cabe destacar el cálculo de la anchura de la Escalera de Jacob como de 8.000 parasangas.